# داپی
کوستادینوس کونتوستاولوس (یونانی: Κωνσταντίνος Κοντόσταυλος؛ زادهٔ ۱۱ ژوئن ۱۹۸۷)، که بیشتر با نام هنری خود داپی شناخته می‌شود، خواننده رپ و خواننده بریتانیایی است. داپی پسر عموی یکی از اعضای گروه تولیسا است. او در سنت آلبانز زندگی می‌کند که در آن دو پسر به نام‌های جینو و میلو دارد.